# Flora Coquerel
Flora Coquerel (14 de abril de 1994) es una modelo francesa participante de concursos de belleza. Es la actual poseedora del título de Miss Francia. Representó a Francia en Miss Universo 2015, donde se ubicó como tercera finalista, lo que representa el tercer mejor puesto de Francia en Miss Universo.

## Vida personal
Flora estudió Comercio Internacional. Su padre, Frederic, es francés y su madre, Sephi, es beninesa. Tiene un hermano, Cedric.

### Srta. Orléanais 2013
Flora ganó el título de Miss Orléanais 2013, por lo que luego representó a Orléans en Miss Francia 2014.

### Miss Francia 2014
Flora fue coronada Miss France 2014 representando a la región de Orléanais en el concurso. Es la primera Miss Orléanais elegida Miss France. Después de ganar a Miss Guadalupe, Miss Côte d'Azur, Miss Provenza y Miss Tahití, respectivamente 4º, 3º, 2º y 1º finalistas, recibió su corona de la anterior Miss Francia, Marine Lorphelin. Algunas de las primeras declaraciones que dijo a los periodistas después de ganar el título fueron "Je suis fière de représenter une France cosmopolite", lo que significa: "Me siento honrada de representar a una Francia cosmopolita". Durante Miss Francia 2015, se anunció que Flora Coquerel era la ganadora más alta en toda la historia de la competición.